# ديربي جنوب مدريد
ديربي جنوب مدريد (بالإسبانية: Derbi del sur de Madrid)‏، هو الاسم الذي يطلق على أي مباراة كرة قدم بين نادي خيتافي ونادي ليغانيس، أكبر فريقين في جنوب منطقة مدريد.

## التاريخ
خيتافي وليغانيس هما اثنتان من أكبر المدن في جنوب منطقة مدريد وقد نشأت بينهما منافسة قوية منذ عشرينيات القرن العشرين، والتي بدأت عندما لعب كلا الفريقين في الدوريات الإقليمية وكان فريق خيتافي هو خيتافي ديبورتيفو [الإنجليزية].
على الرغم من تزامنها بالتأكيد في عشرينيات وثلاثينيات القرن العشرين، إلا أن أول مباراة رسمية مسجلة أقيمت في 25 أبريل 1948، في نهائي دوري الدرجة السابعة، وتغلب خيتافي ديبورتيفو على ليغانيس بنتيجة 1–4.
اشتدت المنافسة في الثمانينيات والتسعينيات، مع تأسيس نادي خيتافي بعد حل نادي خيتافي ديبورتيفو. لعب الفريقان معًا في دوري الدرجة الثانية ب ودوري الدرجة الثانية، تاركين مباريات الديربي من دوري الدرجة الثالثة إلى الدوريات الإقليمية في الماضي.
في عام 2017، التقى كل من خيتافي وليغانيس لأول مرة على الإطلاق في الدوري الإسباني، مما أدى إلى إحياء المنافسة وأصبح أول ديربي في تاريخ كرة القدم الإسبانية يتم لعبه في كل أقسام كرة القدم الإسبانية.

## إحصائيات المواجهات المباشرة
يتضمن هذا الجدول فقط المباريات بين ليغانيس وخيتافي، والذي تأسس عام 1983.
| المسابقة                         | لعب | ف خ | ت  | ف ل | أ خ | أ ل |
| -------------------------------- | --- | --- | -- | --- | --- | --- |
| الدوري الإسباني                  | 6   | 3   | 2  | 1   | 8   | 4   |
| الدوري الإسباني الدرجة الثانية   | 12  | 4   | 2  | 6   | 13  | 15  |
| الدوري الإسباني الدرجة الثانية ب | 12  | 2   | 6  | 4   | 10  | 12  |
| الدوري الإسباني الدرجة الثالثة   | 2   | 1   | 0  | 1   | 4   | 4   |
| كأس الملك                        | 3   | 2   | 0  | 1   | 5   | 3   |
| المجموع في جميع المباريات        | 35  | 12  | 10 | 13  | 40  | 38  |

## النتائج في التاريخ

### الدوري الإسباني
| # | الموسم  | التاريخ        | ج. | الفريق المضيف | النتيجة | الفريق الضيف | الحضور | هدافي خيتافي                       | هدافي ليغانيس              |
| - | ------- | -------------- | -- | ------------- | ------- | ------------ | ------ | ---------------------------------- | -------------------------- |
| 1 | 2017–18 | 8 سبتمبر 2017  | 3  | ليغانيس       | 1 – 2   | خيتافي       | 11،454 | أرامباري (39)، خيمينيز (83)        | غيريرو (65)                |
| 2 | 2017–18 | 4 فبراير 2018  | 22 | خيتافي        | 0 – 0   | ليغانيس      | 10،657 |                                    |                            |
| 3 | 2018–19 | 7 ديسمبر 2018  | 15 | ليغانيس       | 1 – 1   | خيتافي       | 11،327 | كابريرا (39)                       | نيوم (64)                  |
| 4 | 2018–19 | 30 مارس 2019   | 29 | خيتافي        | 0 – 2   | ليغانيس      | 12،705 |                                    | سانتوس (49)، خوانفران (83) |
| 5 | 2019–20 | 19 أكتوبر 2019 | 9  | خيتافي        | 2 – 0   | ليغانيس      | 13،018 | أنخيل (64، 84)                     |                            |
| 6 | 2019–20 | 17 يناير 2020  | 20 | ليغانيس       | 0 – 3   | خيتافي       | 11،189 | كابريرا (12)، نيوم (21)، ماتا (33) |                            |